# 無責任ヒーロー
『無責任ヒーロー』（むせきにんヒーロー）は、関ジャニ∞の楽曲。2008年10月29日にインペリアルレコードから9枚目のシングルとして発売された。

## 概要
- 前作『ワッハッハー』から約7ヶ月振りのリリース。
- CDは初回限定盤A・B、通常盤の3形態で発売。
- 表題曲「無責任ヒーロー」は、"なんとかなるさ"をテーマに歌った、明るく無責任な人生応援ソングとなっている[9]。
  - 同曲は、THE イナズマ戦隊の上中丈弥からの楽曲提供である[8]。
  - 同曲は、日本テレビ系『江川×堀尾のSUPERうるぐす』の2008年10月-12月度（10月4日 - 12月21日）テーマソングである[9]。
  - 更に、KADOKAWA『dwango』のCMソングとしても起用された[9]。
  - 後に2ndベストアルバム『GR8EST』にて、東京スカパラダイスオーケストラと共演したバンドバージョンが収録された[10]。
    - 自身の楽曲のフィーチャリングゲストとしてロックバンド自体が参加するのは初である[注 3]。
    - 以降、音楽番組やライブ等でバンドバージョンでの披露が多くなり、バンド曲としても定着した[11][12][13]。

  - また、間奏の楽器の掛け合いパートでは、通常のワンマンライブではサポートバンドとの掛け合いとなるが、音楽番組や出演フェス等で東京スカパラダイスオーケストラと共演した場合は、音源と同様に両バンドのメンバー同士で掛け合いを行っている[11][13]。
  - 尚、2018年9月7日に開催された『KANJANI'S EIGHTERTAINMENT GR8EST』の東京ドーム公演では、サプライズで東京スカパラダイスオーケストラを客演に招き、ライブセッションを行った[12]。
    - 他アーティストを自身のワンマンライブに客演で招くのは初である。

  - 大宮アルディージャのMF上田康太選手のチャント、中日ドラゴンズの外野手大島洋平選手の登場曲（2015年 - ）にも同曲が使用されている。
- カップリングの「fuka-fuka Love the Earth」は、日本テレビ系『Touch! eco 2008 明日のために…55の挑戦?スペシャル』のテーマソングである[14]。
  - 関ジャニ∞が歌詞の制作に携わっている[15]。
  - 初回限定盤Bのみ収録[15]。
- その他、初回限定盤Aのカップリングとして「ケムリ」と「∞o'clock 08」、通常盤のカップリングとして「道標」を収録[15]。
- 初回限定盤A・Bの特典DVDには、自身のライブツアー『KANJANI∞ LIVE TOUR 2008 ∞だよ!全員集合 夏だ!ツアーだ!!ワッハッハー!!!』の内、2008年8月30日に開催された、長野・長野ビッグハット公演の映像の一部を収録[15]。
  - 初回限定盤Aには、バンド曲「fuka-fuka Love the Earth」「BJ」の2曲を収録[15]。
  - 初回限定盤Bには、ユニット曲「desire」「torn」「ホシイモノハ。」の3曲を収録[15][注 4]。
- 2024年1月1日、デビュー20周年を記念し、過去にリリースされた全楽曲が各種音楽ダウンロードサービス、サブスクリプションサービスで配信されることに伴い、表題曲「無責任ヒーロー」がベストアルバム『8EST』および『GR8EST』の収録曲[注 5]として配信開始され、同年1月31日には本作の通常盤の収録曲の配信も開始された[16][17][18]。
- 2025年1月1日、上述のサブスク解禁で配信されていなかった、本作の初回限定盤AおよびB収録の「ケムリ」「∞o'clock 08」「fuka-fuka Love the Earth」の配信が開始された[19]。

### 各形態概要
| 曲名                     | 形態  | 形態  | 形態 |
| 曲名                     | 初回A | 初回B | 通常 |
| ------------------------ | ----- | ----- | ---- |
| ケムリ                   | ○     | ×     | ×    |
| ∞o'clock 08              | ○     | ×     | ×    |
| fuka-fuka Love the Earth | ×     | ○     | ×    |
| 道標                     | ×     | ×     | ○    |

| 特典内容                            | 形態        |
| ----------------------------------- | ----------- |
| 特典DVD（詳細は「#特典DVD」を参照） | 初回限定盤A |
| 特典DVD（詳細は「#特典DVD」を参照） | 初回限定盤B |

## 販売形態
- 発売日：2008年10月29日
  - 初回限定盤A（TECI-807：CD+DVD）
  - 初回限定盤B（TECI-808：CD+DVD）
  - 通常盤（TECI-809：CD）
- 発売日：2015年7月1日
  - 通常盤：再発売（JACA-5528：CD）
    - 自身の所属レコード会社を『テイチクエンタテインメント』から『INFINITY RECORDS』へ移籍したため、INFINITY RECORDSより再発売。
- 発売日：2019年7月12日
  - 通常盤：十五催ハッピープライス盤（JSNC-1509：CD）
    - 自身の配信アプリ『関ジャニ∞アプリ』対応のため、15%オフでの再発売。
- 発売日：2024年1月31日
  - 配信作品
    - デビュー20周年を記念した音楽ダウンロードサービスおよびサブスクリプションサービスでの配信[16][17][18]。

## チャート成績

### シングルチャート順位
- オリコンチャート
  - オリコンの初日指数が10万を超えた。これは嵐「truth/風の向こうへ」以来であり、嵐、KAT-TUNに続き史上3組目、シングルでは4作目である。
  - 初週34.8万枚を売り上げ、2008年11月10日付の「オリコン週間 CDシングルランキング」で週間1位を獲得[1]。
    - 5作連続、通算6作目のシングル1位獲得となった[1]。
    - 自身初の初動30万枚突破となり、本作発売当時最高だった5thシングル『関風ファイティング』の初動26.4万枚を上回り、自己最高初動売上を更新した[1]。
    - 本作発売当時の自身の全シングルの累計売上を初動のみで更新した。

  - 累計376,779枚を売り上げ、2008年11月度「オリコン月間 CDシングルランキング」で月間2位を獲得した[2]。
  - 累計385,016枚を売り上げ、2008年度「オリコン年間 CDシングルランキング」で年間11位を獲得した[3]。
  - 2024年4月現在、総売上が40万枚を越しており、自身のオリコンシングル売上ランキング1位である。
- Billboard JAPAN
  - 2008年11月5日公開の「Billboard Japan Top Singles Sales」で週間1位を獲得した[5]。

### 各曲チャート順位
- Billboard JAPAN
  - 2008年11月5日公開の「Billboard Japan Hot 100」で表題曲「無責任ヒーロー」が週間1位を獲得した[4]。
  - 2008年度「Billboard Japan Hot 100 Year End」で表題曲「無責任ヒーロー」が年間26位を獲得した[7]。
  - 2024年1月10日公開の「Billboard Japan Download Songs」で表題曲「無責任ヒーロー」が週間89位を獲得した[6][注 6]。

## 収録曲

### CD

#### 通常盤・配信
1. 無責任ヒーロー - [4:30]
作詞：上中丈弥
作曲：馬飼野康二
編曲：白井良明
  - 日本テレビ系『江川×堀尾のSUPERうるぐす』2008年10月-12月度テーマソング[9]
  - KADOKAWA『dwango』CMソング[9]
  - THE イナズマ戦隊の上中丈弥からの楽曲提供[8]。
  - 2ndベストアルバム『GR8EST』にて、東京スカパラダイスオーケストラと共にバンドバージョンとしてリアレンジされたものを再録[10]。
2. 道標 - [5:11]
作詞：leonn
作曲・編曲：日比野裕史
3. 無責任ヒーロー (オリジナル・カラオケ)
  - 通常盤のみ収録。

#### 初回限定盤A（CD）
1. 無責任ヒーロー
2. ケムリ [3:14]
作詞：白井裕紀
作曲：宮﨑歩
編曲：加藤裕介
  - 2025年1月1日に単曲で配信開始された[19]。
3. ∞o'clock 08 [4:29]
作詞：関ジャニ∞
作曲：TAKESHI
編曲：TAKESHI、久米康隆
  - メンバー紹介曲の新録バージョン
  - 原曲の「∞o'clock」を歌詞や歌唱パート、曲調をアレンジしたバージョンである[注 7]。
  - 2025年1月1日に単曲で配信開始された[19]。

#### 初回限定盤B（CD）
1. 無責任ヒーロー
2. fuka-fuka Love the Earth [4:46]
作詞：関ジャニ∞、TAKESHI
作曲：TAKESHI
編曲：船山基紀
  - 日本テレビ系『Touch! eco 2008 明日のために…55の挑戦?スペシャル』テーマソング[14]
  - 歌詞の一部を関ジャニ∞が制作している。
  - 2025年1月1日に単曲で配信開始された[19]。

### 特典DVD

#### 初回限定盤A（特典DVD）
| #         | タイトル                     | 作詞  | 作曲・編曲 | 時間 |
| --------- | ---------------------------- | ----- | ---------- | ---- |
| 1.        | 「fuka-fuka Love the Earth」 |       |            | 4:31 |
| 2.        | 「BJ」                       |       |            | 5:33 |
| 合計時間: | 合計時間:                    | 10:04 |            |      |

#### 初回限定盤B（特典DVD）
| #         | タイトル                                       | 作詞  | 作曲・編曲 | 時間 |
| --------- | ---------------------------------------------- | ----- | ---------- | ---- |
| 1.        | 「desire」(渋谷すばる・安田章大)               |       |            | 4:58 |
| 2.        | 「torn」(錦戸亮・大倉忠義)                     |       |            | 4:09 |
| 3.        | 「ホシイモノハ。」(横山裕・村上信五・丸山隆平) |       |            | 5:11 |
| 合計時間: | 合計時間:                                      | 14:18 |            |      |

## 楽曲提供者
※表記は曲順通り

### アーティスト作
- 上中丈弥（THE イナズマ戦隊）
  - 「無責任ヒーロー」（作詞）

### メンバー作
- 関ジャニ∞
  - 「∞o'clock 08」（作詞）[注 8]
  - 「fuka-fuka-love the earth」（作詞）[注 9]
- 渋谷すばる
  - 「desire」（作詞）[注 10]
- 安田章大
  - 「desire」（作曲）[注 10]
- 丸山隆平
  - 「ホシイモノハ。」（作詞・作曲）[注 11][注 10]

## 収録作品

### アルバム
無責任ヒーロー
- 3rdアルバム『PUZZLE』
- 1stベストアルバム『8EST』
- 2ndベストアルバム『GR8EST』

※東京スカパラダイスオーケストラとのバンドバージョン「無責任ヒーロー jam with 東京スカパラダイスオーケストラ」を収録。
※201∞限定盤の特典CDには、メドレーの1曲としてシングルバージョンを収録。
- 配信限定アルバム『関ジャニ∞のいろは』

※5人の再録バージョンおよびバンドバージョンおよび1ハーフバージョンを収録。
- 配信限定アルバム『関ジャニ∞のいろは2023』

※5人の再録バージョンおよびバンドバージョンおよび1ハーフバージョンを収録。

### シングル
無責任ヒーロー
- 24thシングル『涙の答え』（通常盤 初回プレス分）

※リミックス音源のメドレーの1曲として収録。

### 映像作品

#### ライブ映像
無責任ヒーロー
- 5thライブDVD『TOUR 2∞9 PUZZLE』
- 6thライブDVD『COUNTDOWN LIVE 2009-2010 in 京セラドーム大阪』
- 7thライブDVD/Blu-ray『KANJANI∞ LIVE TOUR 2010→2011 8UPPERS』
- 9thライブDVD/Blu-ray『KANJANI∞ LIVE TOUR!! 8EST 〜みんなの想いはどうなんだい?僕らの想いは無限大!!〜』
- 10thライブDVD/Blu-ray『KANJANI∞ LIVE TOUR JUKE BOX』
- 11thライブDVD/Blu-ray『十祭』
- 12thライブDVD/Blu-ray『関ジャニズム LIVE TOUR 2014≫2015』
- 13thライブDVD/Blu-ray『関ジャニ∞リサイタル お前のハートをつかんだる!!』
- 14thライブDVD/Blu-ray『関ジャニ∞の元気が出るLIVE!!』
- 16thライブDVD/Blu-ray『関ジャニ'sエイターテインメント』
- 18thライブDVD/Blu-ray『関ジャニ'sエイターテインメント GR8EST』
- 42ndシングル『crystal』（期間限定-多謝台湾-盤 特典DVD）
- 19thライブDVD/Blu-ray『十五祭』
- 20thライブDVD/Blu-ray『KANJANI'S Re:LIVE 8BEAT』
- V.A.ライブDVD/Blu-ray『Johnny's Festival 〜Thank you 2021 Hello 2022〜』
- 21stライブDVD/Blu-ray『KANJANI∞ STADIUM LIVE 18祭』

※初回限定盤A・Bの特典DVD/Blu-rayにも収録。
- 22ndライブBlu-ray/DVD『KANJANI∞ DOME LIVE 18祭』
- 50thシングル『アンスロポス』（初回限定「冬」盤・初回限定「炎」盤 特典Blu-ray/DVD）
- 23rdライブBlu-ray/DVD『超ARENA TOUR 2024 SUPER EIGHT』

※完（CAN）全生産限定盤の特典Blu-ray/DVDにも収録。
- 24thライブBlu-ray/DVD『超DOME TOUR 二十祭』

∞o'clock
- 2ndライブDVD『Spirits!!』
- 3rdライブDVD『Heat up!』
- 9thライブDVD/Blu-ray『KANJANI∞ LIVE TOUR!! 8EST 〜みんなの想いはどうなんだい?僕らの想いは無限大!!〜』

∞o'clock 19
- 19thライブDVD/Blu-ray『十五祭』

SUPER o'clock
- 24thライブBlu-ray/DVD『超DOME TOUR 二十祭』

#### ミュージック・ビデオ
無責任ヒーロー
- 2ndベストアルバム『GR8EST』（完全限定豪華盤 特典DVD）

※東京スカパラダイスオーケストラとのバンドバージョンのMVを収録。

## CD未収録曲

### desire
『desire』（デザイア）は、関ジャニ∞（渋谷すばる・安田章大）の楽曲。
2022年8月現在、CD未収録である。

#### クレジット（desire）
- 作詞：渋谷すばる
- 作曲：安田章大
- 編曲：野間康介
- 作品コード[注 14]：151-0930-5

#### 収録作品（desire）
ライブ映像
- 本項『無責任ヒーロー』（初回限定盤B 特典DVD）
- 6thライブDVD『COUNTDOWN LIVE 2009-2010 in 京セラドーム大阪』

### torn
『torn』（トーン）は、関ジャニ∞（錦戸亮・大倉忠義）の楽曲。
2022年8月現在、CD未収録である。

#### クレジット（torn）
- 作詞：白鷺剛
- 作曲：飯岡隆志
- 編曲：CHOKKAKU
- 作品コード[注 14]：151-0963-1

#### 収録作品（torn）
ライブ映像
- 本項『無責任ヒーロー』（初回限定盤B 特典DVD）
- 6thライブDVD『COUNTDOWN LIVE 2009-2010 in 京セラドーム大阪』
- 9thライブDVD/Blu-ray『KANJANI∞ LIVE TOUR!! 8EST 〜みんなの想いはどうなんだい?僕らの想いは無限大!!〜』
- 11thライブDVD/Blu-ray『十祭』

※横山と村上によるカバー。
- 18thライブDVD/Blu-ray『関ジャニ'sエイターテインメント GR8EST』
- 42ndシングル『crystal』（期間限定-多謝台湾-盤 特典DVD）

ミュージック・ビデオ
- 9thライブDVD/Blu-ray『KANJANI∞ LIVE TOUR!! 8EST 〜みんなの想いはどうなんだい?僕らの想いは無限大!!〜』（Blu-ray盤）

### ホシイモノハ。
『ホシイモノハ。』は、関ジャニ∞（横山裕・村上信五・丸山隆平）の楽曲。
2022年8月現在、CD未収録である。

#### クレジット（ホシイモノハ。）
- 作詞：丸山隆平
- 作曲：M.com
- 編曲：龍山一平、大川カズト
- 作品コード[注 14]：151-0951-8

#### 収録作品（ホシイモノハ。）
ライブ映像
- 本項『無責任ヒーロー』（初回限定盤B 特典DVD）